# Vestal McIntyre
Vestal McIntyre é um escritor norte-americano, conhecido pelos seus contos reunidos em You Are Not the One (Carroll & Graf) que ganhou o prémio Lambda Literary Award em 2006, na categoria Gay Men's Debut Fiction.
Vestal nasceu em Nampa, Idaho, nos Estados Unidos da América, e estudou na Universidade de Tufts. A sua obra tem sido publicada nas revistas House e Open City e em diversas antologias. Vive actualmente em Nova Iorque.